# Icaricia icarioides fenderi
A Icaricia icarioides fenderi é uma subespécie da Icaricia icarioides [en] endêmica do Vale do Willamette, no noroeste do Oregon, Estados Unidos. A área de distribuição potencial da borboleta se estende do sul e oeste de Portland, Oregon, até o sul de Eugene, Oregon. A borboleta tem como hospedeiro específico o Lupinus sulphureus kincaidii, do qual depende para sua reprodução e crescimento. O macho e a fêmea podem ser identificados pela diferença na cor das asas. A Icaricia icarioides fenderi foi incluída na lista de espécies ameaçadas de extinção em janeiro de 2000, mas, em fevereiro de 2023, foi reclassificada como “ameaçada”. A população da borboleta aumentou nos últimos 20 anos e a projeção é de que aumente ainda mais por meio de esforços de conservação. No Vale do Willamette, Oregon, há atualmente 90 locais com a Icaricia icarioides fenderi.

## História
A subespécie foi documentada pela primeira vez na década de 1920 e foi descrita para a ciência em 1931 pelo biólogo Ralph Macy, que a batizou em homenagem a seu amigo Kenneth Fender, entomologista e carteiro. A subespécie não foi vista após a década de 1930 e foi considerada extinta devido à perda de habitat do Lupinus sulphureus kincaidii. Pequenas populações foram redescobertas em 1989 pelo Dr. Paul Hammond. Seu epônimo, Fender, havia morrido nove anos antes. Em 2013, a Icaricia icarioides fenderi foi classificada no gênero Icaricia.

## Morfologia
Todas as borboletas Icaricia icarioides fenderi têm envergadura de aproximadamente 2,5 cm. Os machos dessa espécie podem ser identificados pela parte superior da asa com uma cor azul-celeste iridescente. As fêmeas podem ser identificadas pela cor marrom-ferrugem das asas. Ambos os sexos têm uma borda preta delineada por uma franja branca no lado dorsal ou superior de suas asas. A parte inferior das asas é de cor cinza-perolada que contém manchas pretas ou marrons contornadas de branco. As fêmeas são marrons para ficarem mais camufladas.

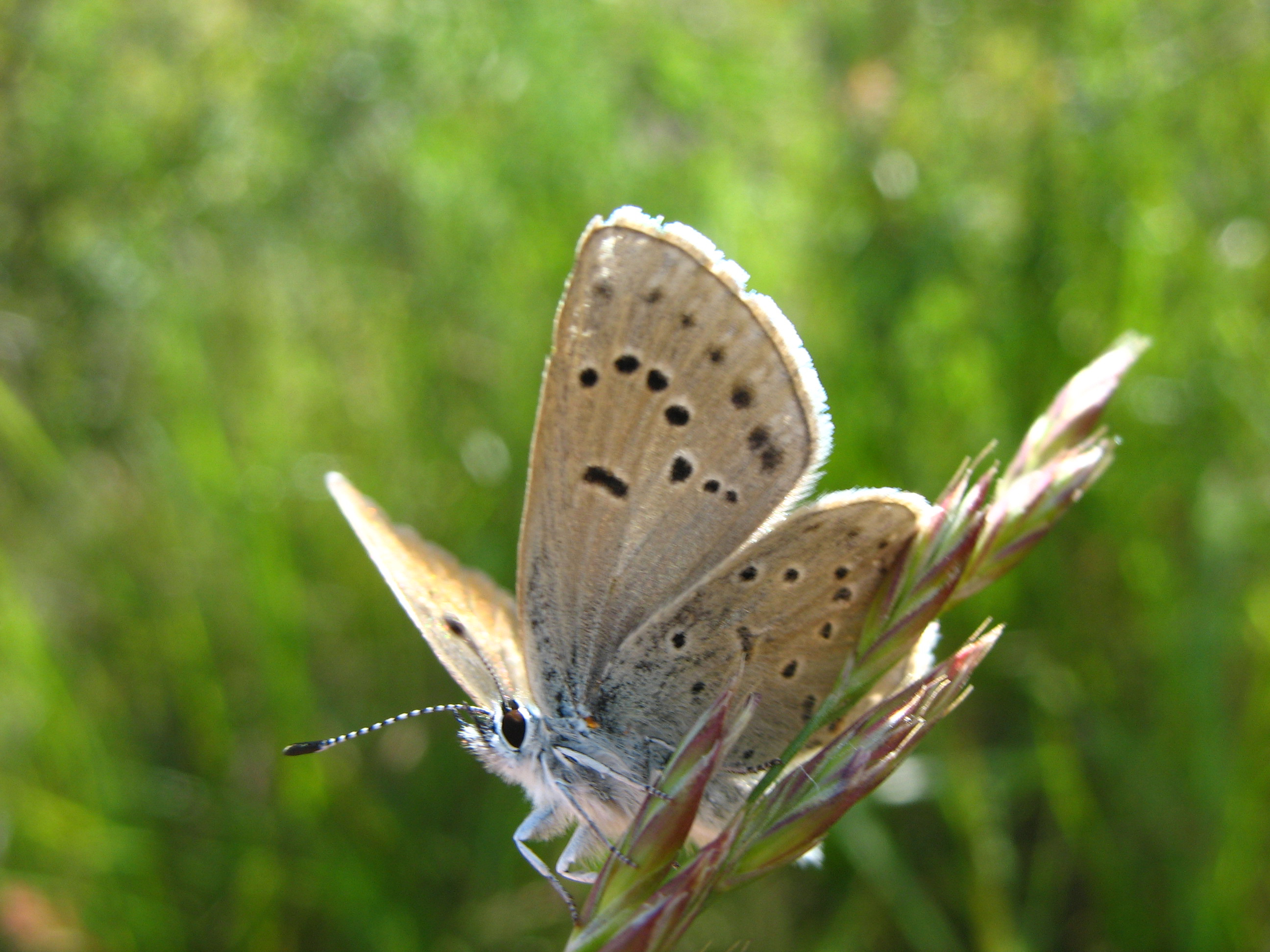
Icaricia icarioides fenderi fêmea

## Ecologia

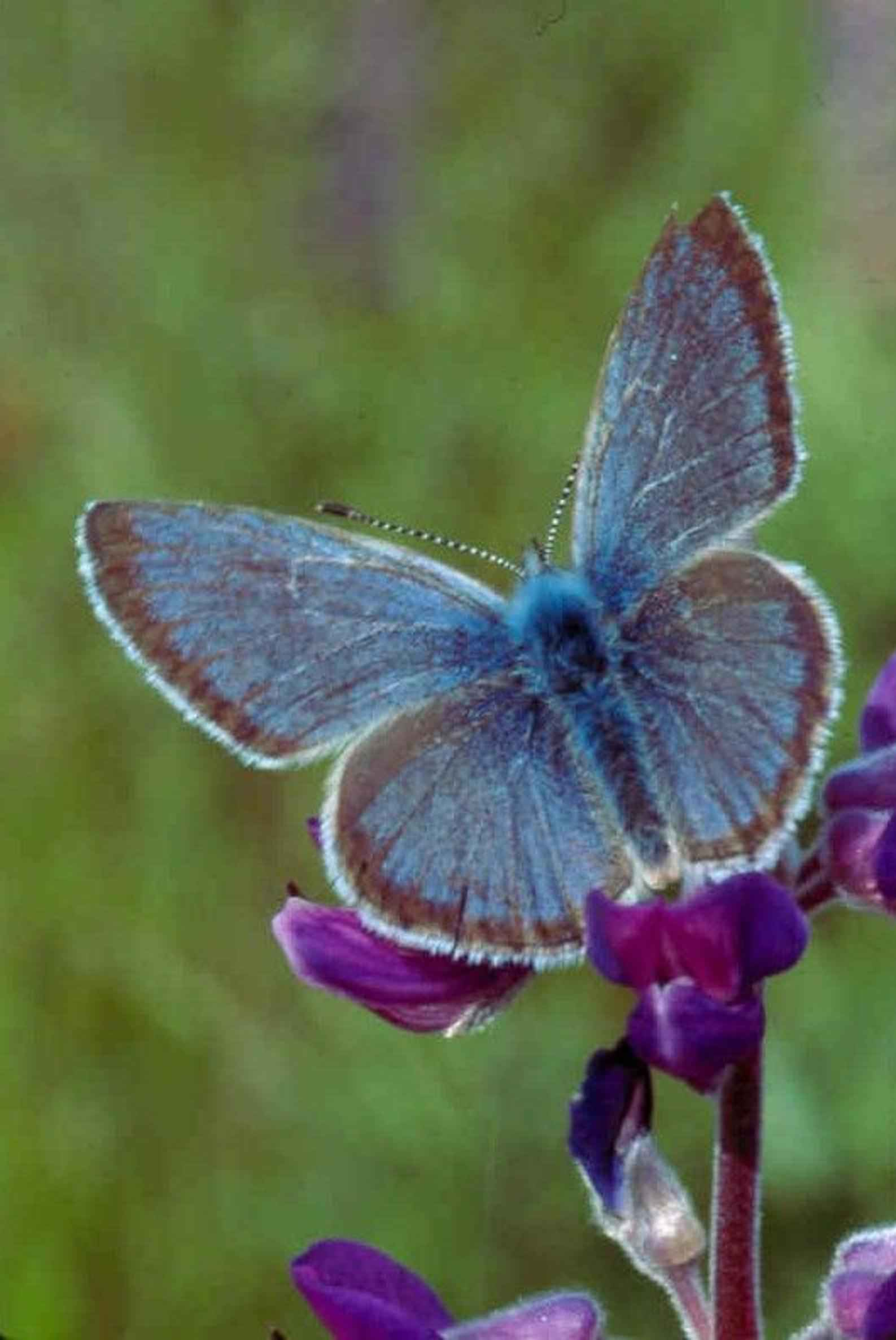
Uma Icaricia icarioides fenderi em sua planta hospedeira, o Lupinus sulphureus kincaidii

### Planta hospedeira
A Icaricia icarioides fenderi tem como hospedeiro específico o Lupinus sulphureus kincaidii, uma subespécie rara do L. sulphureus [en]. O L. sulphureus kincaidii é encontrado em habitats de pastagens no Vale do Willamette, Oregon. Em janeiro de 2000, o L. sulphureus kincaidii foi listado como uma espécie ameaçada. Duas outras espécies, L. arbustus [en] e L. albicaulis [en], também foram documentadas como plantas hospedeiras.
Como a Icaricia icarioides fenderi prefere se alimentar das flores do Lupinus sulphureus kincaidii, a redução de sua disponibilidade limita as fontes de alimento e a distribuição da borboleta. As fêmeas, em particular, preferem néctar nativo, e um estudo realizado por Thomas e Schultz constatou que apenas 20% do néctar era obtido de plantas não nativas. A maior parte do néctar consumido pela I. icarioides fenderi vem de flores silvestres da pradaria.

### Ciclo de vida
O ciclo de vida das borboletas leva um ano para ser concluído. Os ovos são depositados na parte inferior das folhas do Lupinus sulphureus kincaidii entre maio e junho. Os ovos eclodem após algumas semanas, e as larvas se alimentam das folhas da planta até o início de julho. Após a alimentação, as larvas migram para a base da folha do L. sulphureus kincaidii e entram em diapausa até se ativarem novamente em março. As larvas continuam a se desenvolver até que ocorra a pupação em abril. As borboletas adultas emergem em maio. Quando adultas, elas vivem por no máximo três semanas, período em que se acasalam, se alimentam e a fêmea procura por L. sulphureus kincaidii para depositar seus ovos.

### Mutualismo
Observou-se que a Icaricia icarioides fenderi participa de um mutualismo facultativo com várias espécies de formigas, incluindo Prenolepis imparis [en] e Aphaenogaster occidentalis. Observou-se que as larvas de borboletas que receberam assistência de formigas tiveram taxas de sobrevivência mais altas em comparação com aquelas que não receberam.

### Predação
A Icaricia icarioides fenderi corre o risco de ser predada pelo besouro Nebria brevicollis. O besouro pode atacar os ovos, as larvas, as pupas ou as borboletas adultas. Ambas as espécies são conhecidas por se desenvolverem em habitats semelhantes.

## Destruição do habitat

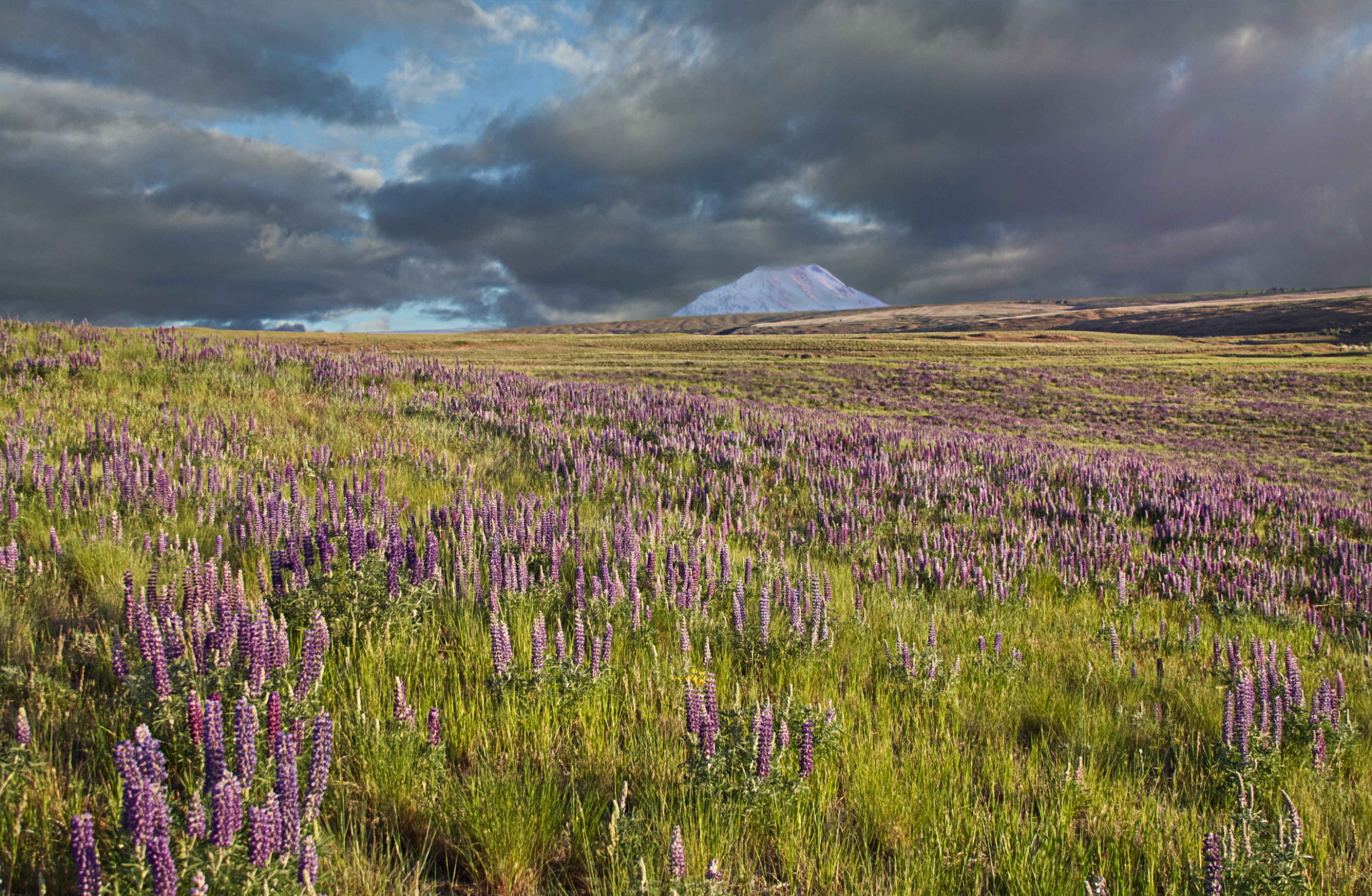
Campo de Lupinus sulphureus kincaidii onde as borboletas Icaricia icarioides fenderi podem residir

A Icaricia icarioides fenderi é endêmica do Vale do Willamette, no Oregon, onde seu habitat é fragmentado em 13 seções. A observação da dispersão das borboletas e dos padrões de voo revelou que as borboletas tendem a preferir áreas de pradaria com a presença da planta Lupinus sulphureus kincaidii. À medida que a fragmentação aumenta a distância entre os L. sulphureus kincaidii, as borboletas enfrentam a perda de habitat devido à falta de capacidade de voar de um trecho para outro. Os padrões de movimento das borboletas foram rastreados em ambientes com e sem o L. sulphureus kincaidii para entender o impacto do ambiente em suas taxas de dispersão. Em regiões com abundância de L. sulphureus kincaidii, as borboletas apresentaram uma taxa de dispersão mais lenta (menos de 3 metros quadrados por segundo), em contraste com aquelas em áreas com escassez da planta, que apresentaram taxas de dispersão significativamente mais rápidas (mais de 15 metros quadrados por segundo). A análise do comportamento diário revelou que essas borboletas ficam ativas por aproximadamente 2,3 horas por dia e, por meio de um estudo de marcação-recaptura-liberação, descobriu-se que a média de vida delas é de cerca de 9,5 dias. Combinando as taxas de difusão e o total de horas de voo ativo, a distância potencial que as borboletas poderiam cobrir durante sua vida útil. Uma I. icarioides fenderi que reside em áreas ricas em L. sulphureus kincaidii pode percorrer cerca de 0,75 quilômetro, enquanto uma que se desloca entre áreas de L. sulphureus kincaidii pode percorrer mais de 2 quilômetros. Anteriormente, o Vale do Willamette apresentava uma mistura de terras altas e pradarias úmidas, com locais de L. sulphureus kincaidii que normalmente não ultrapassavam uma distância de 0,5 quilômetro uma da outra. Durante esse período, é provável que as borboletas tivessem uma chance maior de se deslocar entre esses locais. A presença cada vez maior de estruturas antropogênicas, agricultura e urbanização ameaça a fragmentação do habitat, pois as estradas podem impedir o deslocamento e introduzir o risco de mortalidade por veículos.
Espécies de plantas invasoras também estão contribuindo para a destruição do habitat, como a Rubus armeniacus [en] e a Cytisus scoparius. Essas duas espécies prosperam no ambiente do Lupinus sulphureus kincaidii e têm a capacidade de tomar os recursos dessa planta. As gramíneas invasoras contribuem para a destruição do habitat devido ao seu alto grau de obscurecimento do L. sulphureus kincaidii. As gramíneas invasoras têm crescimento alto, o que impede que a luz do sol chegue aos L. sulphureus kincaidii e às flores silvestres. Atualmente, apenas cerca de 1% da terra da pradaria continua sendo um habitat adequado. Desde 2000, os esforços de conservação ajudaram a recuperar as pastagens no Vale do Willamette.

## Conservação
A Icaricia icarioides fenderi é uma espécie protegida na Willow Creek Preserve da The Nature Conservancy em Eugene, que se estende até o Vale do Willamette. Em janeiro de 2000, a Icaricia icarioides fenderi foi adicionada à Lista de Espécies Em Perigo de Extinção pelo U.S. Fish and Wildlife Service. Em janeiro de 2023, o U.S. Fish and Wildlife Service propôs que a Icaricia icarioides fenderi fosse rebaixada para espécie ameaçada, com vigência em 13 de fevereiro de 2023. No entanto, por ser um invertebrado, ela não é protegida pela Lei de Espécies Ameaçadas do Oregon. As maiores populações conhecidas agora existem no Refúgio Nacional de Vida Selvagem de Baskett Slough [en]. Um estudo de 2014 reintroduziu essa subespécie no Refúgio Nacional de Vida Selvagem William L. Finley [en].
A queima controlada de habitats de pradaria é praticada na reserva para maximizar o crescimento da população de borboletas. Em outubro de 2006, aproximadamente 3.010 acres de terra no Oregon foram legalmente determinados como um habitat protegido para a Icaricia icarioides fenderi. A partir de 2021, o habitat protegido teve um aumento na restauração. Várias agências de conservação também trabalharam com proprietários de terras particulares, aproximadamente 96% do Vale do Willamette, sobre a utilização de suas terras para a restauração do habitat da I. icarioides fenderi.